# ピラーニャ (潜水艦)
ピラーニャ (USS Piranha, SS/AGSS-389) は、アメリカ海軍の潜水艦。バラオ級潜水艦の一隻。艦名はピラニアに因んで命名された。その名を持つ艦としては1隻目。

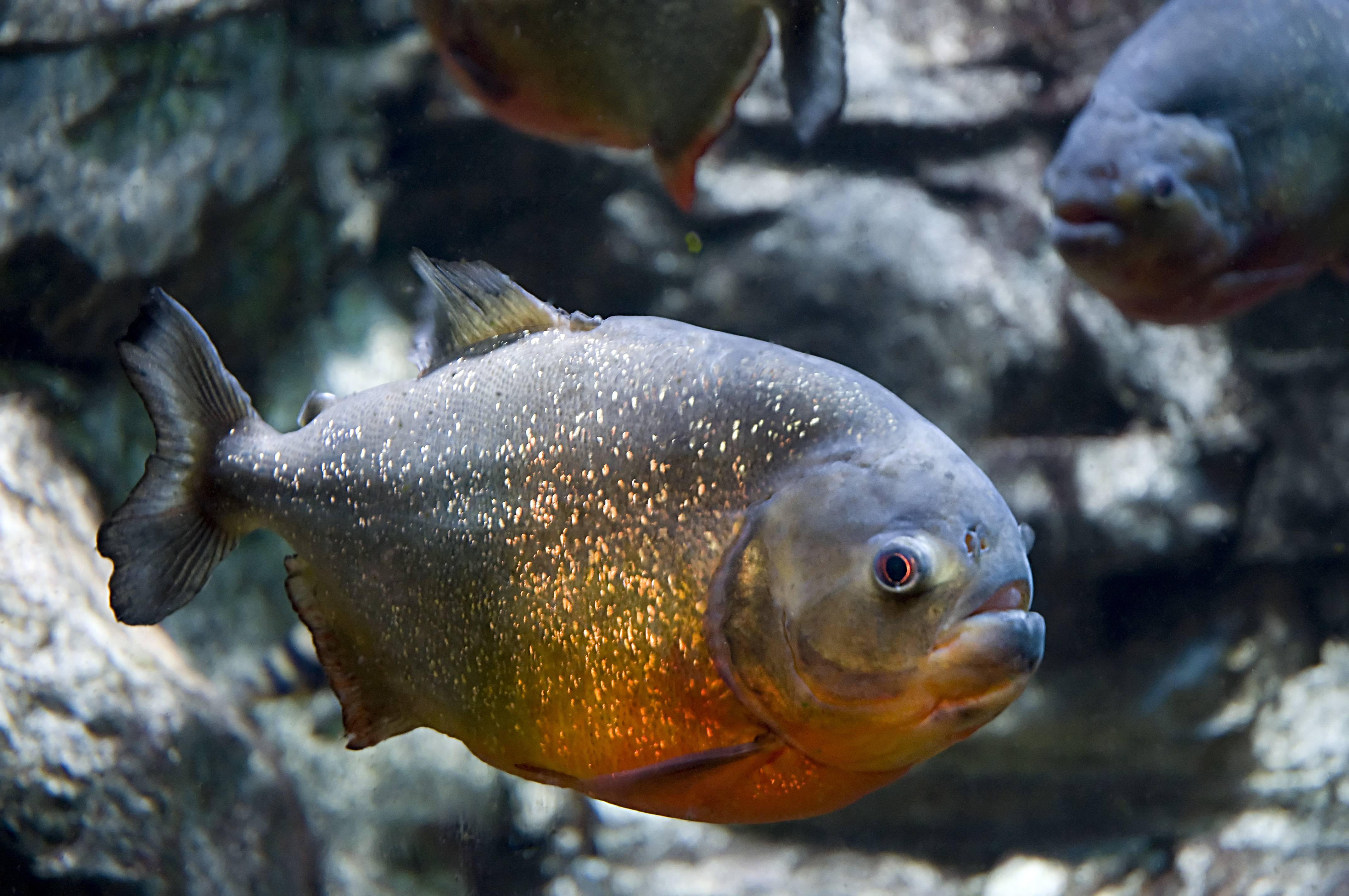
レッドベリー・ピラニア（Red-bellied piranha）

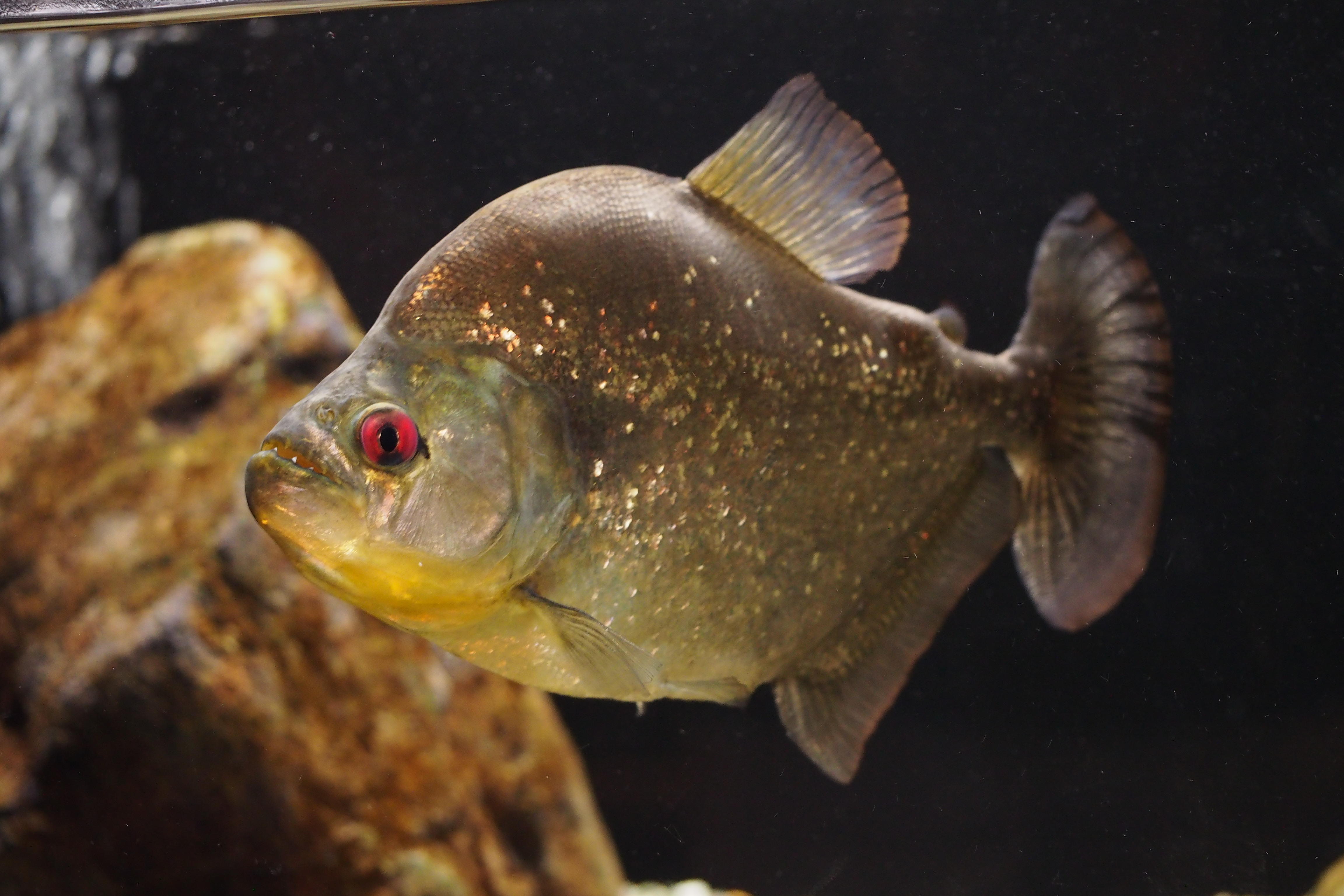
スペックルド・ピラニア（Speckled piranha）

## 艦歴
ピラーニャは1943年6月21日にメイン州キタリーのポーツマス海軍造船所で起工した。1943年10月27日に海軍作戦副部長ウィリアム・S・ファーバー少将の夫人によって命名、進水し、1944年2月5日に艦長ハロルド・E・ルーブル少佐（アナポリス1933年組）の指揮下就役する。東海岸での訓練後、ピラーニャは1944年4月3日にキーウェストを出航しパナマ運河を経由、母港となる真珠湾に向かった。真珠湾には5月18日に到着し最終訓練に入る。

### 第1、第2の哨戒 1944年6月 - 10月
6月14日、ピラーニャは最初の哨戒でガードフィッシュ (USS Guardfish, SS-217)、スレッシャー (USS Thresher, SS-200) およびアポゴン (USS Apogon, SS-308) とウルフパック "Mickey Finns" を構成しルソン海峡方面に向かった。7月12日朝、ウルフパックはバタン諸島近海で、南下してくるモマ01船団を発見。7時20分、ピラーニャは北緯18度50分 東経122度40分 / 北緯18.833度 東経122.667度の地点で日蘭丸（南洋海運、6,503トン）に魚雷を2本命中させて撃沈した。4日後の7月16日朝、ウルフパックは北緯19度15分 東経120度15分 / 北緯19.250度 東経120.250度の地点で、高雄からマニラに向かうタマC21船団を発見。9時45分、ピラーニャは志あとる丸（大阪商船、6,182トン）を撃沈。これを手始めにスレッシャーが西寧丸（大連汽船、4,918トン）と祥山丸（興国汽船、2,838トン）を、ガードフィッシュが仁山丸（宮地汽船、5,215トン）、満泰丸（山下汽船、5,864トン）と日山丸（宮地汽船、2,838トン）をそれぞれ撃沈し、その損失はフィリピンの日本陸軍に痛手を与えた。数回敵機および哨戒艇による攻撃を受けたものの、ピラーニャは損傷なく切り抜けた。8月8日、ピラーニャは52日間の行動を終えてマジュロに帰投した。
8月30日、ピラーニャは2回目の哨戒でフィリピン近海に向かった。この頃、ウィリアム・ハルゼー大将率いる第3艦隊がペリリュー島攻略支援でこの海域に進出した。日本海軍の艦隊が出動することを念頭に置き、ハルゼー大将はフィリピンとペリリューの間にピラーニャを含む10隻の潜水艦を、日本海軍が採用したような二重の散開線を構成して配備させた。この散開線は俗に「ハルゼーの動物園」（あるいは単に Zoo ）と呼ばれたが効果は全くなく、以後の作戦で二度と採用されることはなかった。「動物園」に参加したピラーニャ以下の潜水艦は、任務終了後ルソン海峡方面に移った。ピラーニャも20度線沿いに哨戒を行い、10月9日に哨戒艇と遭遇。ピラーニャは激しい爆雷攻撃に耐え、返り討ちにして敵艦を破壊したと判断された。10月23日、ピラーニャは56日間の行動を終えて真珠湾に帰投した。

### 第3、第4の哨戒 1944年11月 - 1945年4月
11月9日、ピラーニャは3回目の哨戒で東シナ海に向かった。ピラーニャは通常の哨戒のほかに、九州を攻撃するB-29部隊支援のための救助配備任務に当たった。1945年1月8日、ピラーニャは南西諸島海域で特設捕獲網艇第二新東丸（澤山汽船、540トン）に魚雷を2本命中させて撃破した。しかし、護衛艦の攻撃を受け再びの攻撃位置を取ることはできなかった。1月13日、ピラーニャは52日間の行動を終えてグアムアプラ港に帰投。艦長がドナルド・G・アーヴィン（アナポリス1934年組）に代わった。
2月11日、ピラーニャは4回目の哨戒で南シナ海方面に向かった。ピラーニャはルソン島から台湾、香港への海上航路で目標を捜索した。台湾への空襲が行われる間、ピラーニャは救助配備任務に当たる一方、2月27日には日本の航空機用の灯火任務に就いていたと考えられるジャンクを撃沈した。3月5日、ピラーニャは香港を出港した船団に対しての接近を、大きな漁船団によって妨害された。過去の海戦の策略に習ってピラーニャの乗組員は、日本の軍艦旗を即席で作成し、それを掲揚した。偽装は成功したものの輸送船団を発見することはできなかった。ピラーニャは全速力で漁船の間を縫う様にして航行した。3月26日にプラタス島に対し4インチ砲弾を77発、40ミリ機関砲弾125発を撃ち込んだあと、帰路についた。この哨戒では3度、そのうち1回はウェーク島沖で10日間、敵機からの攻撃を回避するための潜航を行った。4月21日、ピラーニャは69日間の行動を終えてミッドウェー島に帰投した。

### 第5、第6の哨戒 1945年5月 - 8月
5月17日、ピラーニャは5回目の哨戒で日本近海に向かった。5月22日から31日には南鳥島沖で救助配備に就く傍ら、最終日の31日深夜には同島に対して艦砲射撃を行った。同島での戦闘では沿岸砲台から数回の砲撃も受けている。サイパン島で燃料を補給後、ピラーニャは本州沖に進路を取った。この頃、日本本土沿岸での商船の航行量は10分の1に減少し、ピラーニャの哨戒活動は、浅い海域および敵護衛艦によって妨げられることが多くなった。駆潜艇および航空機からの攻撃の危険性は高まり、ピラーニャは安全な水深を取ることが難しくなったため沖での活動を強いられることとなる。しかしながら乗組員の勇気と執念は戦果の結実に繋がった。6月16日、ピラーニャは北緯41度55分 東経141度13分 / 北緯41.917度 東経141.217度の北海道内浦湾熊泊沖で永祚丸（日本郵船、6,890トン）に魚雷を命中させ、永祚丸は被害甚大につき6月19日に放棄された。翌17日には沿岸輸送船を撃沈し、ドラム缶を満載したトロール船を砲撃で破壊した。6月22日には、北緯39度31分 東経142度08分 / 北緯39.517度 東経142.133度の魹ヶ埼灯台沖で第196号海防艦に向けて魚雷を3本発射、うち1本が第196号海防艦の艦尾に命中して舵を破壊し撃破した。23日にも2隻のトロール船を破壊し、護衛艦による反撃で僅かに損傷を受けたものの、大したことはなかった。7月10日、ピラーニャは49日間の行動を終えて真珠湾に帰投した。
8月14日、ピラーニャは6回目の哨戒に出たものの、14時間後に帰投を命じられた。
ピラーニャは第二次世界大戦の戦功で5個の従軍星章を受章した。

### 戦後
真珠湾に帰投したピラーニャは本国に回航され、9月11日にサンフランシスコに到着。1946年5月31日にメア・アイランド海軍造船所で退役した。予備役として保管されたピラーニャは1962年11月6日に AGSS-389 （補助潜水艦）に艦種変更され、1967年3月1日に除籍された。その後、船体はスクラップとして売却された。